# Irvine (Californien)
 For alternative betydninger, se Irvine. (Se også artikler, som begynder med Irvine)
Irvine er en by i Orange County i den sydlige del af Californien i USA. Byen har 180.803 indbyggere (2005).